# Jyllinge
Jyllinge es una localidad en la isla de Selandia (Dinamarca) con una población de 10.101 habitantes en 2014. Se encuentra en la costa oriental del fiordo de Roskilde y pertenece al municipio de Roskilde.
Jyllinge es una localidad esencialmente residencial con grandes solares y casas unifamiliares. Es cercana a las ciudades de Roskilde (17 km) y Copenhague (40 km).

## Historia

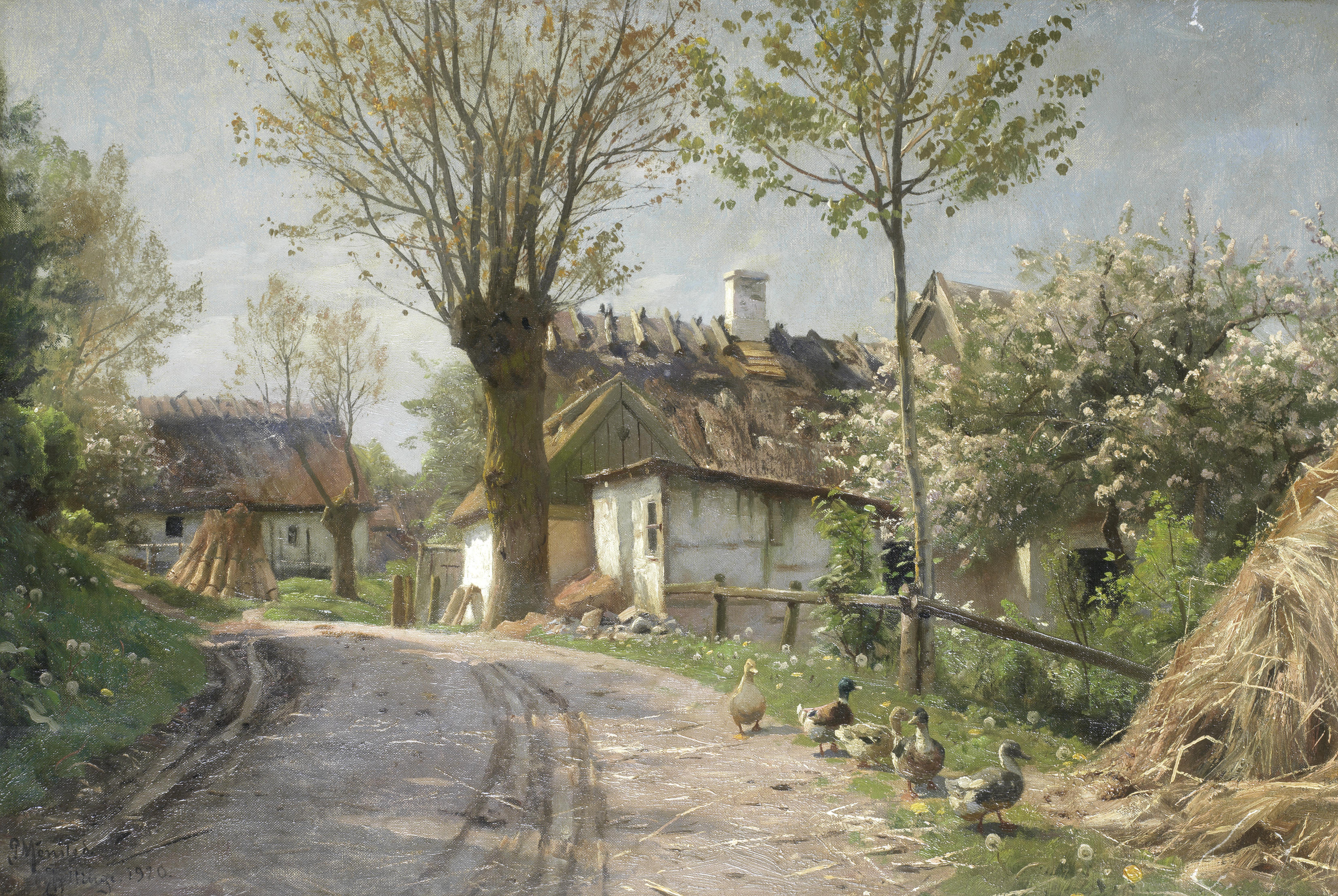
Jyllinge en 1920. Pintura de Peder Mørk Mønsted.

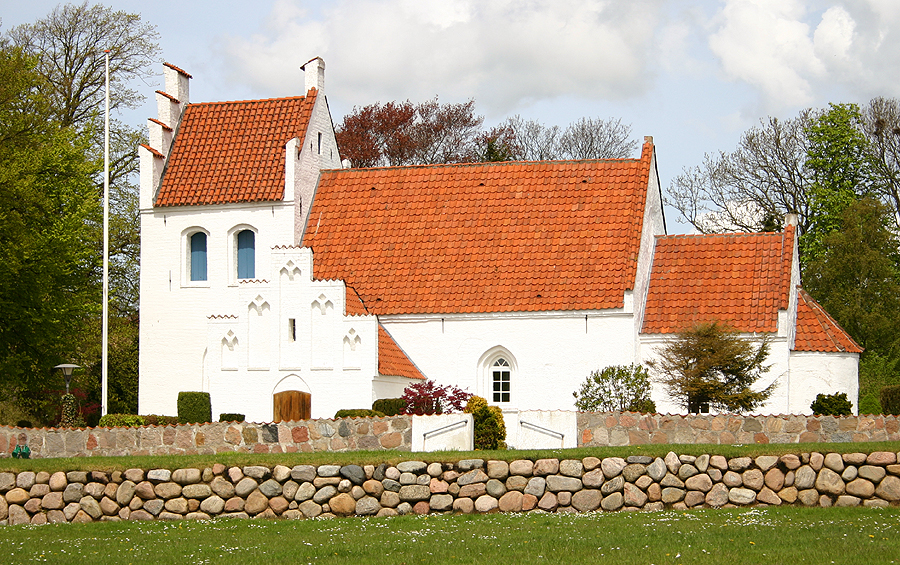
Iglesia de Jyllinge.

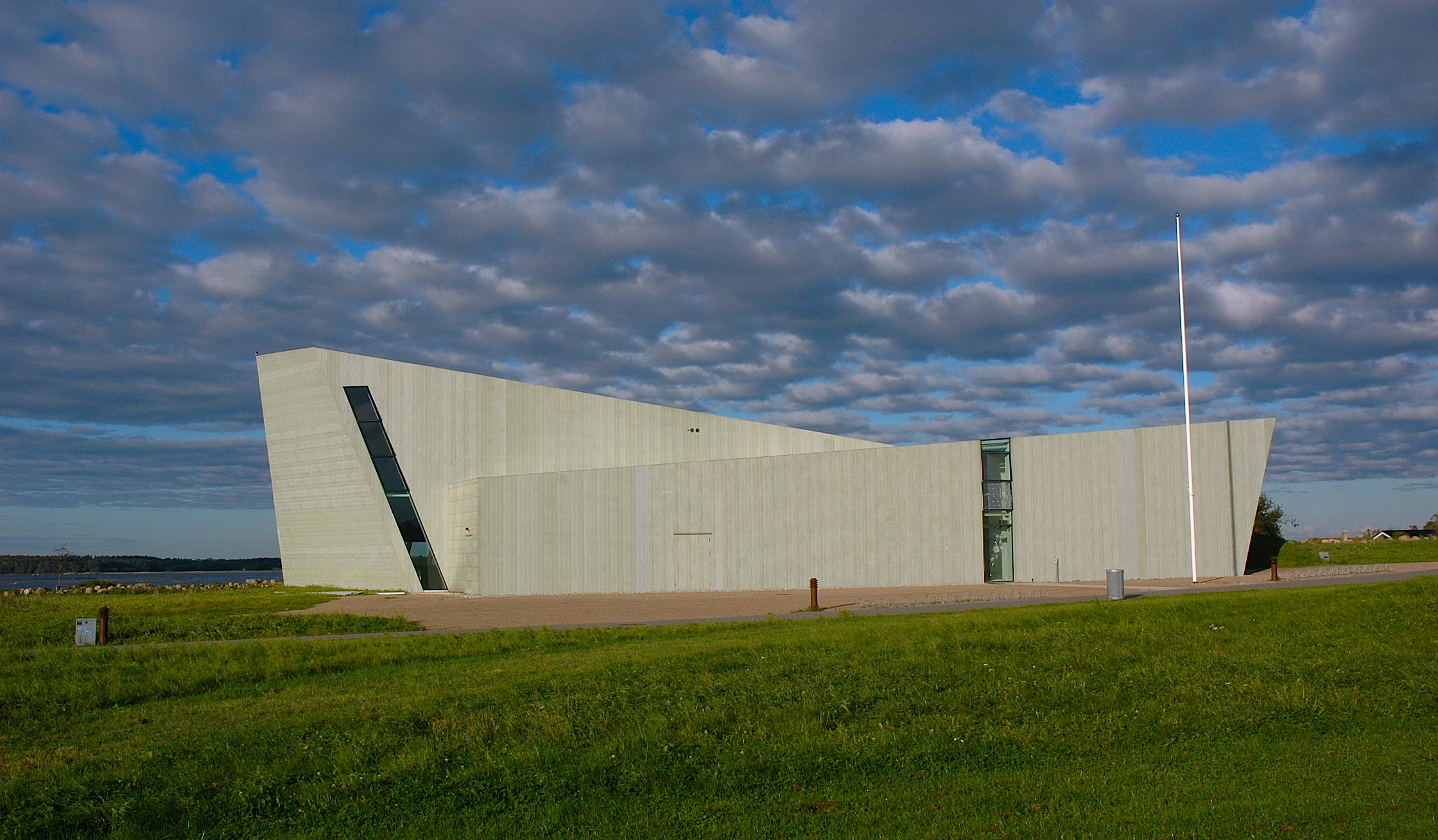
Iglesia de la Santa Cruz.

La localidad es nombrada en un texto escrito por primera vez en 1171, cuando aparece como Iuleghe. Se cree que su nombre es una composición de Iula: "la amarilla" (nombre antiguo de la isla Lilleø, que se encuentra frente a la localidad) y eki: "bosque de encinas".
Durante la mayor parte de su historia, Jyllinge fue una localidad rural muy pequeña, cuyos habitantes se dedicaban a las actividades agropecuarias y sobre todo a la pesca, en especial de anguila y arenque, que fue una importante fuente de ingresos. El puerto fue ampliado en más de una ocasión.
La pesca decayó significativamente en la década de 1940 hasta alcanzar su carácter testimonial de la actualidad. Al mismo tiempo, Jyllinge experimentó un crecimiento importante gracias al auge del turismo —que propició el fraccionamiento para casas de veraneo— y a la cercanía de las ciudades de Roskilde y Copenhague. Jyllinge se ha convertido en una localidad de casas habitación principalmente para gente que trabaja en esas ciudades o bien para personas que tienen la posibilidad de mantener una casa de descanso. 

## Cultura
La iglesia de Jyllinge data del siglo XII y es la iglesia histórica del pueblo. Es de estilo románico con ampliaciones en estilo gótico.
La otra iglesia de la localidad es la iglesia de la Santa Cruz, concluida en 2008. Es una obra de Jan Søndergaard, de la firma KHR Arkitekter. Está construida con plástico reforzado con fibra de vidrio.
Hasta 2012, Jyllinge tuvo un museo propio, el Museo del Fiordo (Fjordcenter Jyllinge), que formaba parte del Museo de Roskilde.
Su puerto deportivo tiene espacio para 400 embarcaciones.
La localidad cuenta con un pequeño centro comercial en su área central.